# Nystalea nyseus
Nystalea nyseus är en fjärilsart som beskrevs av Pieter Cramer 1775. Nystalea nyseus ingår i släktet Nystalea och familjen tandspinnare. Inga underarter finns listade i Catalogue of Life.

## Bildgalleri

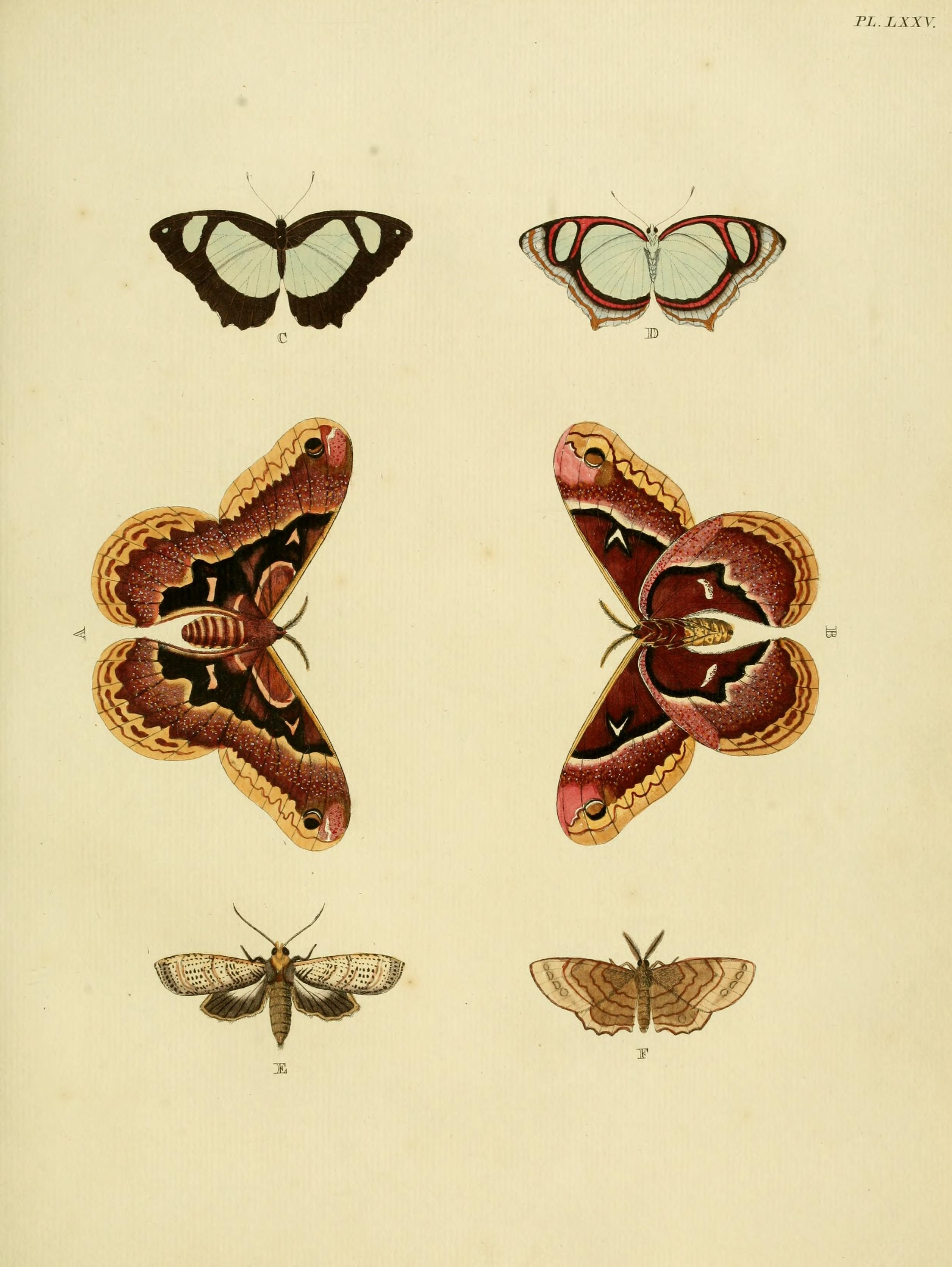